# 김덕규
김덕규(金德圭, 1941년 3월 9일~2020년 4월 9일)는 대한민국의 정치인이다. 대한민국 제17대 국회부의장이다.

## 학력
- 무주국민학교 졸업
- 무주중학교 졸업
- 1960년 : 대전사범학교 졸업
- 1966년 : 고려대학교 정경대학 정치외교학 학사

## 생애
1941년, 전라북도 무주군에서 태어났다. 대전사범학교를 졸업하고 고려대학교에서 정치외교학 학사 학위를 졸업하였다. 한일기본조약 체결 당시 6.3 항쟁과 한미행정협정 개정촉구 시위 등에 참여하다가 세차례 투옥당한 전력이 있다.
이후 신민당 송원영 국회의원의 비서관으로 활동하여 입성하였다. 1978년 제10대 국회의원 선거에서 무소속으로 전라북도 진안군·무주군·장수군 선거구에 출마하였으나 민주공화당 김광수 후보와 신민당 최성석 후보에 밀려 낙선하였다.
1981년, 제11대 국회의원 선거에서 민주한국당 전국구 국회의원으로 당선되었다. 1985년 제12대 국회의원 선거에서 민주한국당 후보로 서울특별시 동대문구 선거구에 출마하였으나, 신한민주당 송원영 후보와 민주정의당 권영우 후보에 밀려 낙선하였다. 낙선 후 신한민주당에 입당하였다.
1988년, 제13대 국회의원 선거에서 평화민주당 후보로 서울특별시 중랑구 을 선거구에 출마하여 당선되었다. 1992년 제14대 국회의원 선거에서 민주당 후보로 같은 선거구에 출마하여 당선되었다. 1993년 민주당 사무총장에 임명되었다. 1994년 대한민국 국회 행정경제위원장에 선출되어 1996년까지 역임하였다.
1996년, 제15대 국회의원 선거에서 새정치국민회의 후보로 같은 선거구에 출마하였으나 신한국당 김충일 후보에 밀려 낙선하였다. 1998년부터 2000년까지 한국산업단지공단 이사장을 역임하였다. 2000년 제16대 국회의원 선거에서 새천년민주당 후보로 같은 선거구에 출마하여 당선되었다. 2001년부터 2004년까지 대한민국 국회 정보위원장을 역임하였다. 2004년 제17대 국회의원 선거에서 열린우리당 후보로 같은 선거구에 출마하여 당선되었다. 같은 해부터 2006년까지 제17대 국회 전반기 국회부의장 직위로 재임하였다.
2008년, 제18대 국회의원 선거에서 통합민주당 후보로 같은 선거구에 출마하였으나 한나라당 진성호 후보에 밀려 낙선하였다. 2012년 제19대 국회의원 선거에서 민주통합당 공천에서 탈락하자 정통민주당 후보로 같은 선거구에 출마하였으나 민주통합당 박홍근 후보에 밀려 낙선하였다.
2020년 4월 9일, 79세의 나이에 숙환으로 별세하였다.

## 가족 관계
- 배우자 : 전주 이씨(全州 李氏) 이정이
  - 장남 : 김범진
    - 첫째 며느리 : 이숙연

  - 차남 : 김욱진
    - 둘째 며느리 : 김태연

## 역대 선거 결과
|  | 8.04% |

|  | 21.6% |

|  | 11.68% |

|  | 29.04% |

|  | 44.30% |

|  | 37.11% |

|  | 45.86% |

|  | 49.44% |

|  | 35.56% |

|  | 5.64% |

## 소속 정당
| 소속 정당 | 소속 정당      | 소속 기간 | 비고           |
| --------- | -------------- | --------- | -------------- |
|           | 신민당         | 1969~1978 | 정계 입문      |
|           | 무소속         | 1978      | 탈당           |
|           | 신민당         | 1978~1980 | 복당           |
|           | 무소속         | 1980~1981 | 정당 해산      |
|           | 민주한국당     | 1981~1985 | 창당           |
|           | 무소속         | 1985      | 탈당           |
|           | 신한민주당     | 1985~1987 | 창당           |
|           | 무소속         | 1987      | 탈당           |
|           | 통일민주당     | 1987      | 창당           |
|           | 무소속         | 1987      | 탈당           |
|           | 평화민주당     | 1987~1991 | 창당           |
|           | 신민주연합당   | 1991      | 당명 변경      |
|           | 민주당         | 1991~1995 | 합당           |
|           | 무소속         | 1995      | 탈당           |
|           | 새정치국민회의 | 1995~2000 | 창당           |
|           | 새천년민주당   | 2000~2003 | 합당           |
|           | 무소속         | 2003      | 탈당           |
|           | 열린우리당     | 2003~2007 | 창당           |
|           | 무소속         | 2007      | 탈당           |
|           | 대통합민주신당 | 2007~2008 | 창당           |
|           | 통합민주당     | 2008      | 합당           |
|           | 민주당         | 2008~2011 | 당명 변경      |
|           | 민주통합당     | 2011~2012 | 합당           |
|           | 무소속         | 2012      | 탈당           |
|           | 녹색통일당     | 2012      | 입당           |
|           | 정통민주당     | 2012      | 당명 변경      |
|           | 무소속         | 2012      | 자진 정당 해산 |
|           | 민주통합당     | 2012~2013 | 복당 정계 은퇴 |
|           | 민주당         | 2013~2014 | 당명 변경      |
|           | 새정치민주연합 | 2014~2015 | 합당           |
|           | 더불어민주당   | 2015~2020 | 당명 변경 사망 |

## 같이 보기
- 대한민국 제11대 국회의원 선거 민주한국당 후보 목록#전국구
- 중랑구 을
- 서울 중랑구의 국회의원
- 대한민국의 국회부의장